# Balázsy Ágnes-díj
Tímárné Balázsy Ágnes (1948-2001) restaurátor tiszteletére, Bakayné Perjés Judit által szorgalmazott és létrehozott restaurátori szakmai díj. A díjat a kiemelkedő szakmai életút elismeréseként a jelentős eredményt felmutató restaurátor szakemberek számára adja a Pulszky Társaság – Magyar Múzeumi Egyesület Műtárgyvédelmi Tagozata. A díj annak a restaurátornak adható, aki irányító, elméleti és gyakorlati munkájával jelentős mértékben hozzájárult a magyar műkincsállomány megmentéséhez, a múzeumokban őrzött tudás széleskörű társadalmi népszerűsítéséhez. A Társaság a múzeumi szakemberek vagy közösségek javaslatára, az erre a célra létrehozott kuratórium döntése alapján határoz a díj odaítéléséről. 2015-ig a díjat a Nemzetközi Restaurátor Konferencián adták át.

## Díjazottak

### 2003
- Szalay Zoltán (restaurátor)

### 2004
- Kastaly Beatrix

### 2005
- Lukács Katalin

### 2006
- Vámosi Lajosné

### 2008
- Vígh László (restaurátor)

### 2010
- Brúder Katalin (posztumusz díj)  és Kissné Bendeffy Márta

### 2014
- Szendrődiné Gombás Ágnes

### 2016
- nem került kiosztásra

### 2017
- nem került kiosztásra

### 2018
- nem került kiosztásra